# Johan van Beck

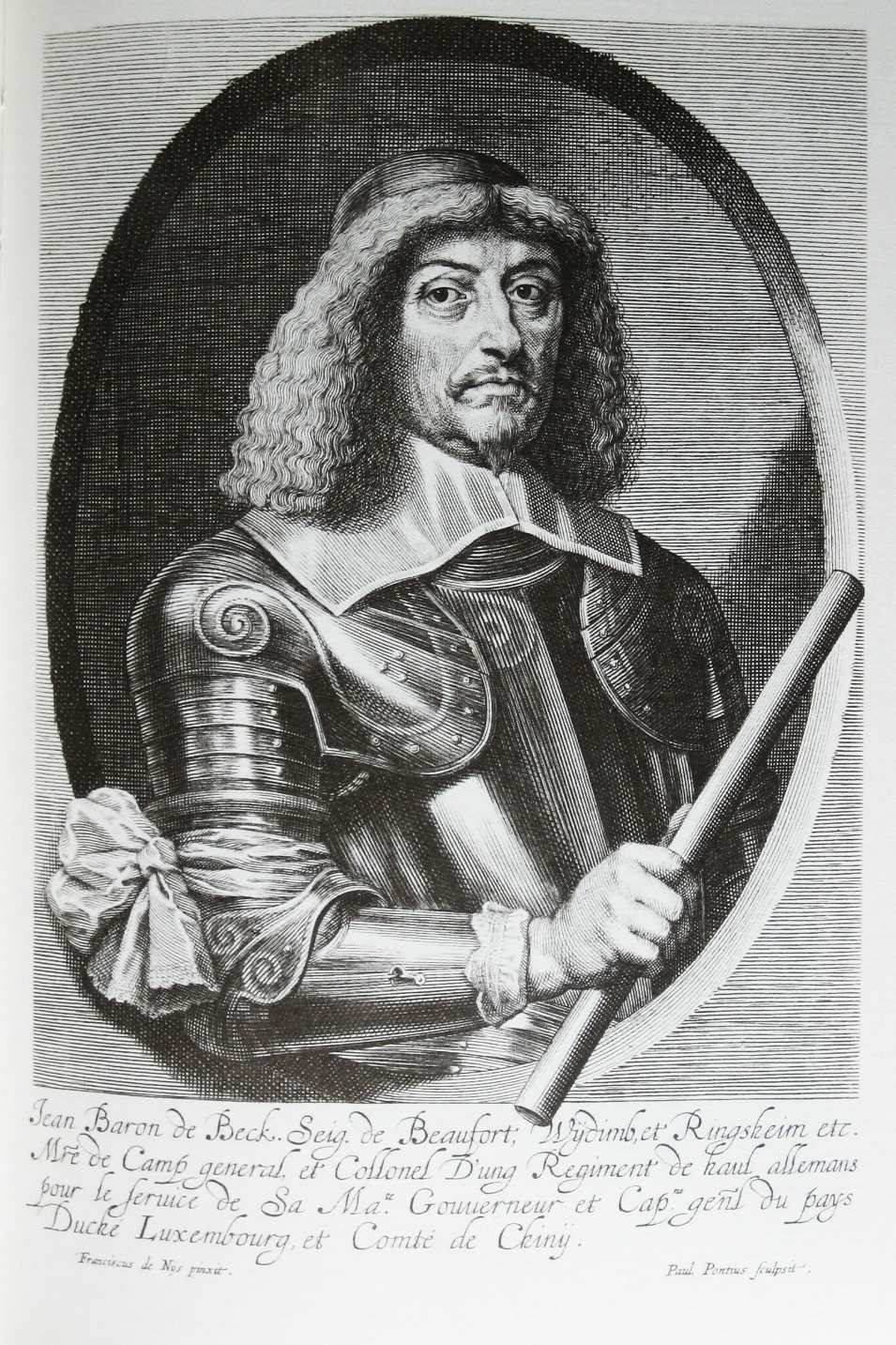
Johan van Beck

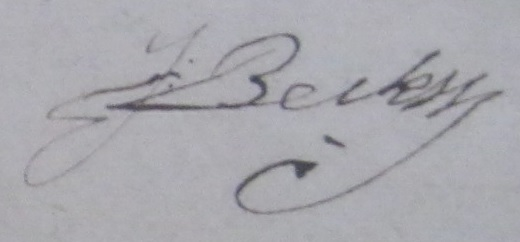
Zijn handtekening

Johan Beck (na zijn adelsverheffing Johan von Beck of in het Frans Jean de Beck) (Luxemburg 1588 - Atrecht, 30 augustus 1648), was een Zuid-Nederlands (Luxemburgs) veldheer.

## Biografie
Beck was de zoon van een bode in dienst van de Raad van het hertogdom Luxemburg. Toen hij dertien jaar oud was, nam hij dienst in het Spaanse leger en diende als kindsoldaat in  het beleg van Oostende. Na zijn demobilisatie in 1610 kon hij niet wennen aan het burgerleven. Hij nam opnieuw dienst als kwartiermeester en werd in 1617 kapitein in het regiment van Florent van Berlaymont.
Bij het uitbreken van de Dertigjarige Oorlog vervoegde hij Ambrogio Spinola op diens succesrijke veldtocht tegen het Paltsgraafschap aan de Rijn. De volgende jaren bleef hij aanwezig op de Duitse slagvelden. In 1627 was hij al luitenant-kolonel in het keizerlijke leger. Samen met Wallenstein bood hij het hoofd aan de Zweden in de slag bij Neurenberg (1632). Hij onderscheidde zich ook bij de verdediging van Ingolstadt tegen de Zweden. Wallenstein stelde hem aan tot commandant van het garnizoen van Praag.
Beck werd voor zijn prestaties beloond met de rang van kolonel, het eigendom van het regiment van Aldringen, de adellijke titel van freiherr, het kasteel Ringsheim (Flamersheim) en de heerlijkheid Wydumb in Bohemen. In zijn thuisland Luxemburg kocht Beck in 1639 de Burg Beaufort.
Beck werd na de oorlogsverklaring van Frankrijk aan Spanje overgeplaatst naar Luxemburg om er de verdediging van te organiseren. Samen met Piccolomini wist hij het Franse leger dat Diedenhoven belegerde te verslaan (1639). Hij werd hiervoor bevorderd tot sergeant-majoor-generaal. In 1642 werd Beck stadhouder en kapitein-generaal van Luxemburg en Chiny. Hij kwam er in conflict met hoge Luxemburgse heren die zijn gezag niet aanvaardden omwille van zijn nederige afkomst.
Beck was vooral een cavaleriecommandant. Door een stoutmoedige charge wist hij het Franse leger van Maarschalk de Gramont verpletterend te verslaan bij Honnecourt (26 mei 1642). Een jaar later kwamen zijn versterkingen te laat in de slag bij Rocroi. Na het ontslag van Francisco de Melo als landvoogd werd Beck in 1645 aangewezen als kolonel-generaal van de Spaanse tercio's in de Nederlanden, in welke functie hij aanvallen uit het Noorden en het Zuiden moest afslaan.
Zijn laatste wapenfeit was de slag bij Lens op 20 augustus 1648. Beck versloeg er met zijn Kroatische cavalerie de achterhoede van de Fransen van Condé, maar moest machteloos toezien hoe zijn ruiters de tros van de vijand plunderden, waardoor Condé de gelegenheid kreeg orde op zaken te stellen en Becks cavalerie uiteen te slaan. Beck werd getroffen door twee kogels. De prins van Condé liet hem in zijn eigen koets evacueren, maar Beck weigerde verzorging aan zijn wonden en bezweek dagen later bij Atrecht aan koudvuur.